# Музей искусств и ремёсел
Музей искусств и ремёсел (фр. Musée des arts et métiers) — самый старый технический музей Европы. Находится в 3-м округе Парижа на улице Реомюр, в здании бывшей церкви Сен-Мартен-де-Шан.

## История музея
Церковь Сен-Мартен-де-Шан (фр. Saint-Martin-des-Champs) построена на месте старой церкви эпохи Меровингов. Легенда гласит, что эта церковь была разрушена во время нашествий норманнов. Точного подтверждения этому нет, но достоверно известно, что в середине XI века Генрих I распоряжается отстроить на этом месте «вторую церковь». Построенная в 1059—1060 годах церковь переходит в 1076 году в ведение ордена Клюни.
Аббатство просуществовало до Французской революции. В 1794 году аббат Анри Грегуар предложил Национальному конвенту проект создания учреждения, целью которого станет «улучшение национальной промышленности, изучение и сохранение машин и инструментов, чертежей, и моделей, книг и различной документации всех существующих искусств и ремёсел». В ведение нового учреждения были переданы конфискованные во время Великой французской революции частные коллекции, для сохранения которых в 1802 году под патронажем Консерватории искусств и ремёсел в помещении парижской церкви Сен-Мартен-де-Шан был создан Музей искусств и ремёсел. По настоящее время музей хранит одну из выдающихся технических коллекций Европы.
Пострадавшее во время революции здание церкви требовало значительного ремонта (часть этого ремонта описывает в упрощенной форме Лев Толстой в своем произведении «Первая русская книга для чтения», и более подробно Яков Перельман в книге «Физика на каждом шагу»), и музей впервые открывает свои двери широкой публике лишь в 1802 году. С самого зарождения музея одним из принципов его стала интерактивность — работники музея не только показывали, но и объясняли посетителям, как работают выставленные в музее механизмы. Одновременно открывается одноимённое учебное заведение, профессора которого читают лекции по разным областям техники и технологии, а слушатели имеют возможность практиковать полученные знания на выставленных в музее машинах. Институт CNAM существует до сих пор, являясь одним из самых престижных учебных заведений Франции и самым популярным учебным заведением для студентов, совмещающих учёбу с работой (вечернее и заочное отделения). Его филиалы открыты во многих городах Франции.

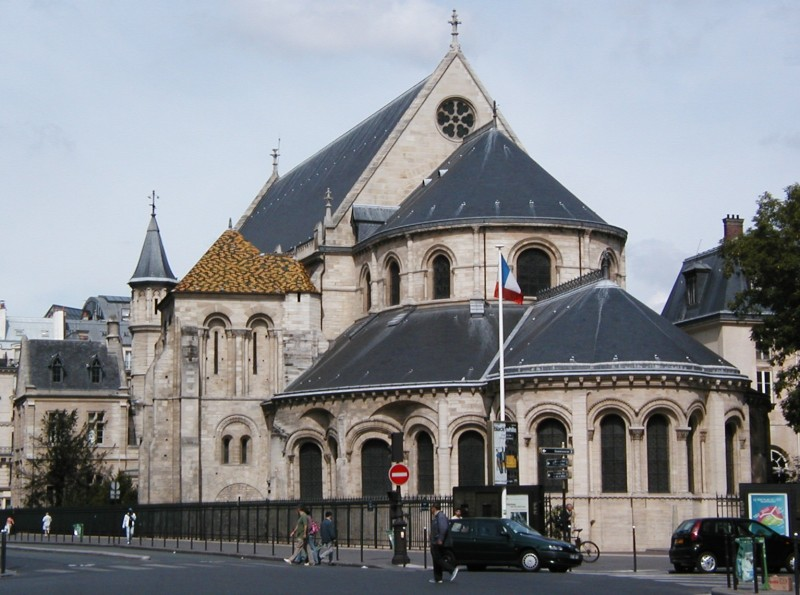
Церковь Сен-Мартен-де-Шан

В 1830 году под влиянием технической революции консерватория реформируется. Из музея убирают коллекции сельскохозяйственных и ткацких машин, заменяя их на модели и чертежи более современных машин: паровой, кузнечной, бумагоделательной, машины Рада для производства сахара и многих других.
XX век дал Музею множество новых тем: от автомобиля до покорения космоса. В 1990-х годах сценография музея была полностью перестроена, что позволило органично включить эти темы в уже существующую богатую коллекцию музея.

### Музей профилактики производственных травм
24 сентября 1904 года при CNAM открывается музей профилактики производственных травм (фр. Musée de la prévention des accidents du travail et d’hygiène industrielle), существующий до сих пор.

## Музей в массовой культуре
В помещении музея начинается и заканчивается повествование романа Умберто Эко «Маятник Фуко».

## Постоянная коллекция
Коллекция музея разбита на 7 частей:
- Научные и измерительные инструменты
- Материалы
- Строительство
- Коммуникации
- Энергия
- Механика
- Транспорт

Каждый из разделов музея организован в хронологическом порядке.

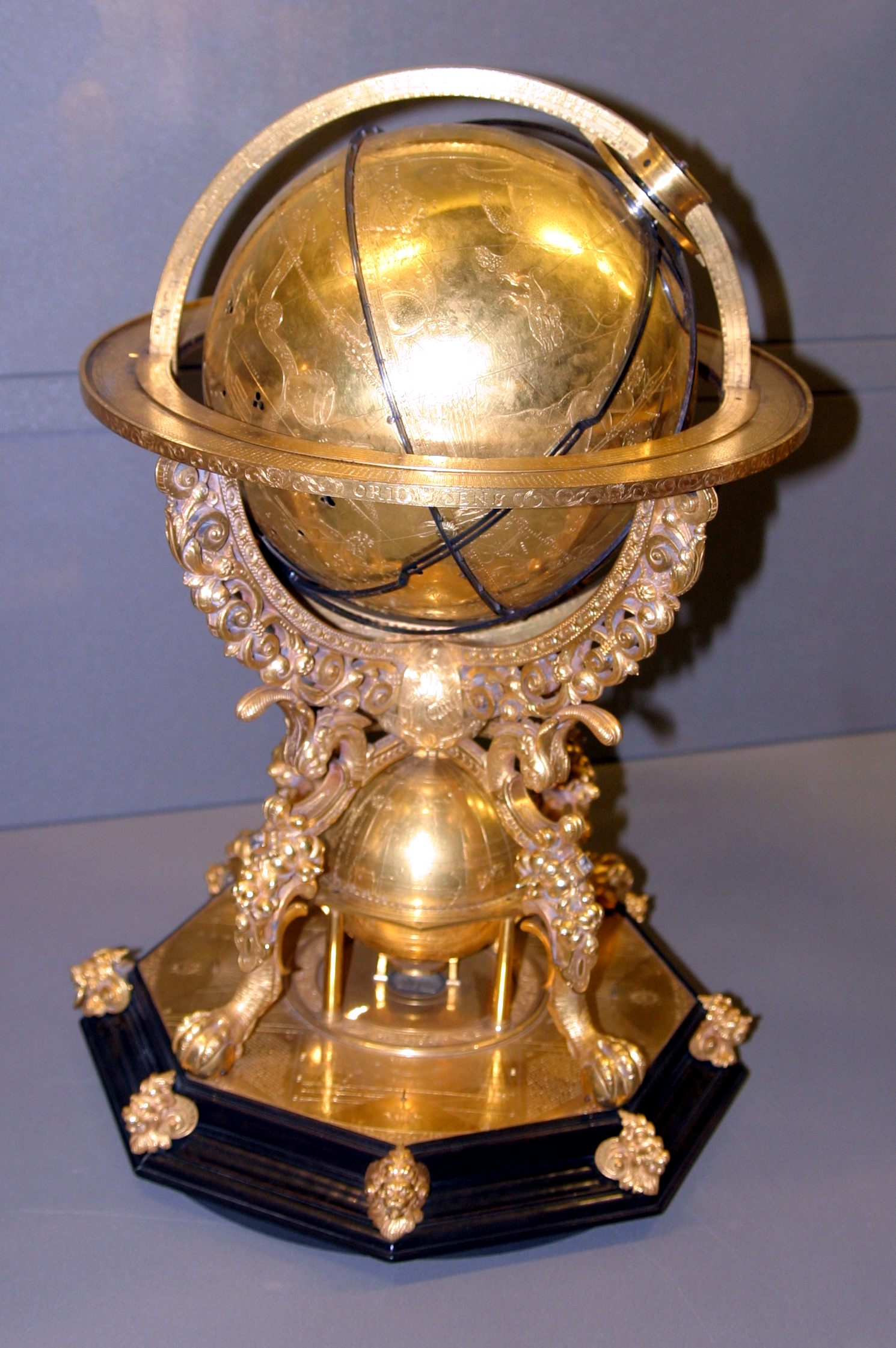
Глобус, экспонат музея

### Научные и измерительные инструменты
Первые измерительные инструменты появились в доисторические времена — издревле человек стремился максимально точно определить время дня и ночи, измерить расстояние и вес.
В эпоху Возрождения амбиции человека возрастают: в порыве исследования нашей планеты он пытается определить собственное местонахождение. Учёные создают новые измерительные механизмы, счётные машины. Большинство инструментов изготавливается часовыми мастерами или ювелирами, что возводит многие из них в ранг произведений искусства.
В XVIII веке наука — званый гость светских салонов. Механика, оптика, гидравлика, электричество — наглядные демонстрации законов физики пользуются успехом у публики. В то же время, возрастающая точность приборов позволяет создание первых научных лабораторий (наиболее известна лаборатория Лавуазье), отмечая тем самым новую ступень в развитии науки — более специализированной, более строгой.
Для упрощения расчётов — будь то коммерческие, научные или административные — вводится метрическая десятичная система.
|  | В 1751—1754 годах оптик Алексис Мани (фр. Alexis Magny) создал 8 популярных тогда салонных микроскопов. Учитывая применение инструмента, внешнему виду его отводилось столько же внимания, сколько созданию самой оптической части микроскопа — бронзовые украшения были поручены скульптору Кафьери (фр. Caffieri). Один из этих микроскопов (на илл.) предназначался герцогу Шолн (фр. duc de Chaulnes, 1712—1777), владевшему известным физическим салоном в Париже. Революционным для того времени было создание микро-винтов для тонкого манипулирования предметным столиком и окуляром. Существовавшие в это время моделей микроскопы можно разбить на три категории: - многолинзовые микроскопы, появившиеся в конце XVI века как логическое продолжение первых телескопов; - однолинзовые микроскопы, как микроскопы Мани. Изобретение этих микроскопов в XVII веке серьёзно продвинуло человечество в познании устройства живых организмов; - солнечные микроскопы, использовавшиеся по большей части в физических салонах XVIII века, позволявшие проецировать на стену увеличенные изображения объектов, невидимых невооружённым глазом: блошиных лап, пыльцы и т. п. |

Во второй половине XIX века развитие научных и измерительных инструментов проходит в двух направлениях. С одной стороны, из физических салонов XVIII века выходит экспериментальная наука, позволяющая анализировать, воспроизводить и понимать природу многих природных явлений. С другой, новые инструменты очень быстро замещают ручной труд там, где это возможно — счётные машины и измерительные машины полностью изменяют стиль работы страховых компаний, заводов и фабрик.
| Два с половиной века после создания счётной машины Паскаля, Леон Болле (фр. Léon Bollée, 1870—1913) создаёт свою счётную машину (на илл.). Отцу Леона — мастеру-литейщику колоколов — требовалось производить множество сложных расчётов гармоник, поэтому счётную машину для него проектируют с возможностью умножения. В том же году изобретение получает золотую медаль Всемирной выставки. Принцип работы машины заложен в физической реализации таблицы умножения — прямоугольной металлической пластинки со стержнями, длина каждого стержня соответствует произведению двух чисел. Скорость вычисления была немыслимой для той эпохи — 250 операций умножения, 120 извлечений корня или 100 операций деления в час. |

XX век — человек расширяет границы познания науки в сторону как бесконечно малого, так и бесконечно большого. Новые инструменты позволяют совершать новые открытия.
Принципиальное отличие от исследований прошлого — отказ от принципа непосредственного наблюдения. Астроном может слушать эхо большого взрыва, положившего начало нашей вселенной. Биолог использует электронные микроскопы, пытаясь понять устройство живой материи вплоть до атомного уровня. Оптика и механика постепенно замещаются электроникой.
|  | Купленный в 1973 году Французским институтом медицинских исследований (фр. INSERM), электронный микроскоп (на илл. слева) использовался для изучения рака, здоровых и патогенных клеток человеческого организма. Переход с оптического микроскопа на электронный в несколько раз увеличил разрешающую способность инструмента. Это позволило развить медицину (идентификация вируса СПИДа), металлургию (механизм пластической деформации) и другие области современной науки. Созданный в 1985 году суперкомпьютер Cray-2 (на илл. справа) использовался прежде всего для метеорологических расчётов. В то же время, компьютеры этой серии позволили продвинуться в исследовании гидродинамики, океанографии и других задач, требующих больших вычислительных мощностей. Векторная архитектура машины позволяла производить достичь небывалой для того времени мощности вычислений — 243Мгц. Для охлаждения компьютера, его платы были целиком помещены в охлаждающую жидкость. |

### Материалы
Используемые человеком материалы менялись с развитием цивилизации. Не только из-за изменений доминирующего в обществе вкуса, но и вследствие развития соответствующих технологий. От интуиции мастеров и опыта предков человек постепенно перешёл к физическому и химическому анализу этапов производства материалов.
Во времена Старого Режима мастера объединялись в корпорации, чей контроль способствовал качеству и стандартизации производства. Необходимости разных ремёсел обуславливали местонахождение мастерских: мастера-стеклодувы и производители черепицы, нуждавшиеся в большом количестве энергии для производства, строили свои мастерские в лесах; литейщики, с появлением доменных печей ставшие выплавлять более качественный чугун, — недалеко от месторождений угля; кузнецы — вдоль рек, где энергия текущей воды могла быть использована для приведения в движение мехов и молотов; текстильное производство было поделено между деревней, где производились грубые ткани, и городом, обрабатывавшим шерсть, шёлк и т. п.
Технический прогресс XVIII века структурно перестраивает производство. Благодаря созданию паровой машины, новые ткацкие станки позволяют ткать быстрее и качественнее. Использование коксующегося угля улучшило качество выплавляемого чугуна.
В XIX веке появляются новые материалы: алюминий, пластик, новые типы сталей и стёкол. Новые краски и ткани (в первую очередь искусственный шёлк) преобразовывают ткацкое производство.
Вторая половина XX приносит кардинально новый подход: если раньше человек подбирал среди природных материалов наиболее подходящий, то теперь он может напрямую создавать необходимый ему материал, исходя из требуемых характеристик.
|  | Вплоть по 1960—1970 годов, производства прокатного листа происходило в три этапа: 1. разлив стали слитками; 2. нарезание слитков на слябы; 3. раскатка слябов в листовое железо. Современные литейные машины позволяют избежать первого этапа, отливая слябы произвольной длины, тем самым существенно снижая затраты времени и энергии на производство. В музее представлены также стенды с прототипами литейных машин будущего, которые, возможно, позволят упразднить и второй этап, разливая сталь непосредственно листами. |

### Строительство
|  | Альфонс Куврё (фр. Alphonse Couvreux) начинает карьеру в 1840-х годах на прокладке железных дорог. В 1860 году он патентует первую версию своего многоковшового экскаватора. В последующие годы изобретатель постоянно совершенствует свой аппарат, и в 1863 году ему доверяют разработку экскаватора для рытья Суэцкого канала. Основной частью экскаватора является стрела с цепью ковшей для разработки грунта. Выбранный грунт сбрасывается в вагонетки, подаваемые по параллельному пути. Сам экскаватор передвигается по специальной, трёхрельсовой железной дороге, которую перекладывают в процессе продвижения работ. Экскаватор приводится в движение двумя паровыми машинами: одна позволяет передвигать сам экскаватор, другая — более мощная — приводит в движение цепь ковшей. |

## Галерея

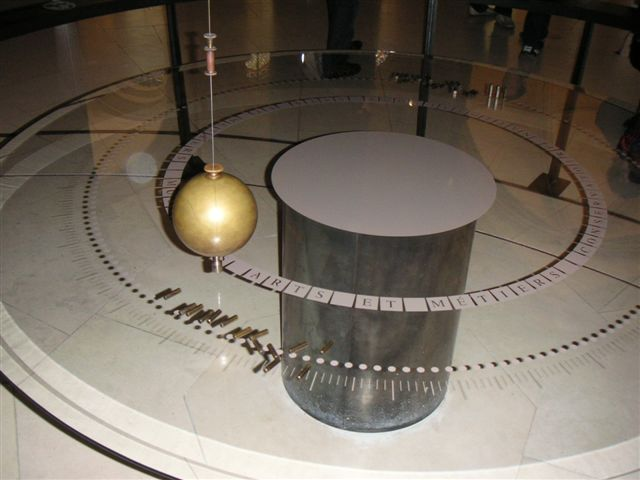
Маятник Фуко
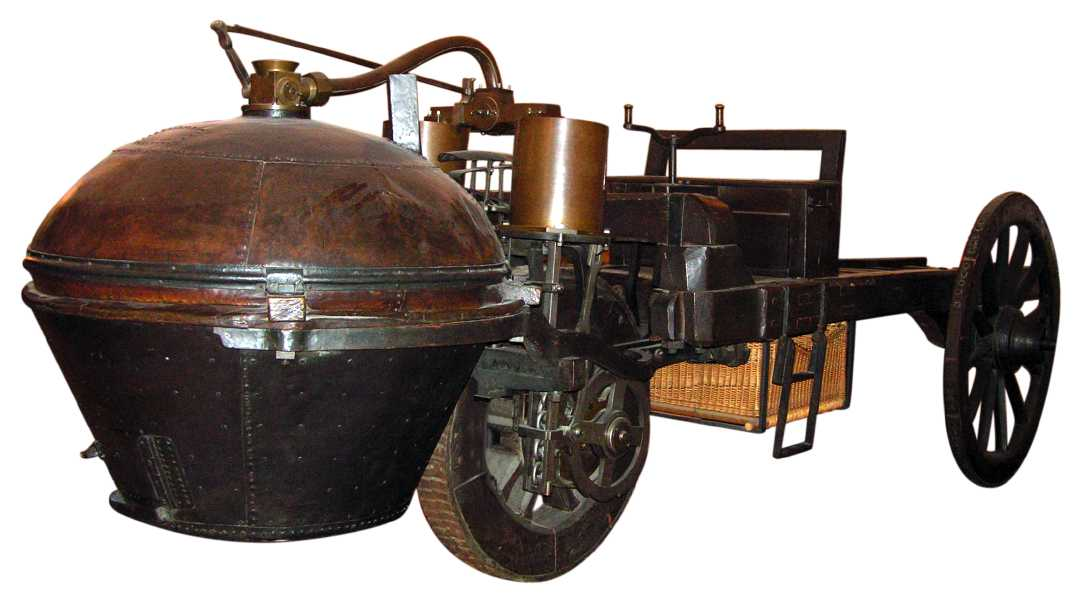
Телега Кюньо - прототип автомобиля (1769 год)
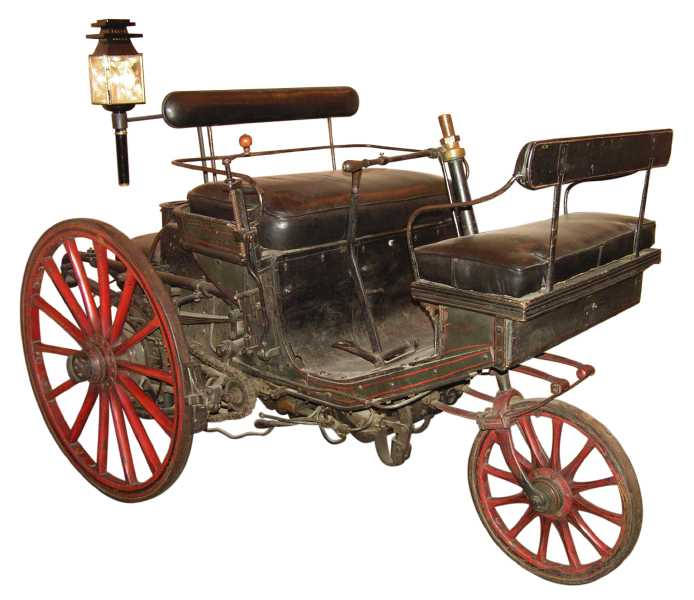
Трицикл изобретателя Серполле (Serpollet)
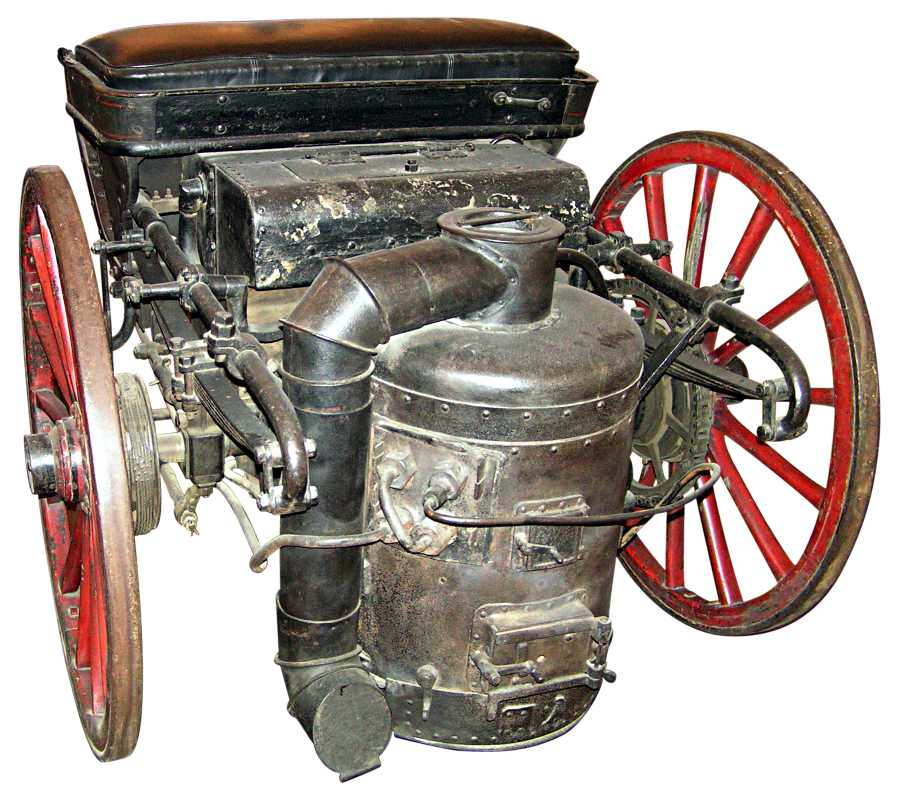
Мотор изобретателя Серполле
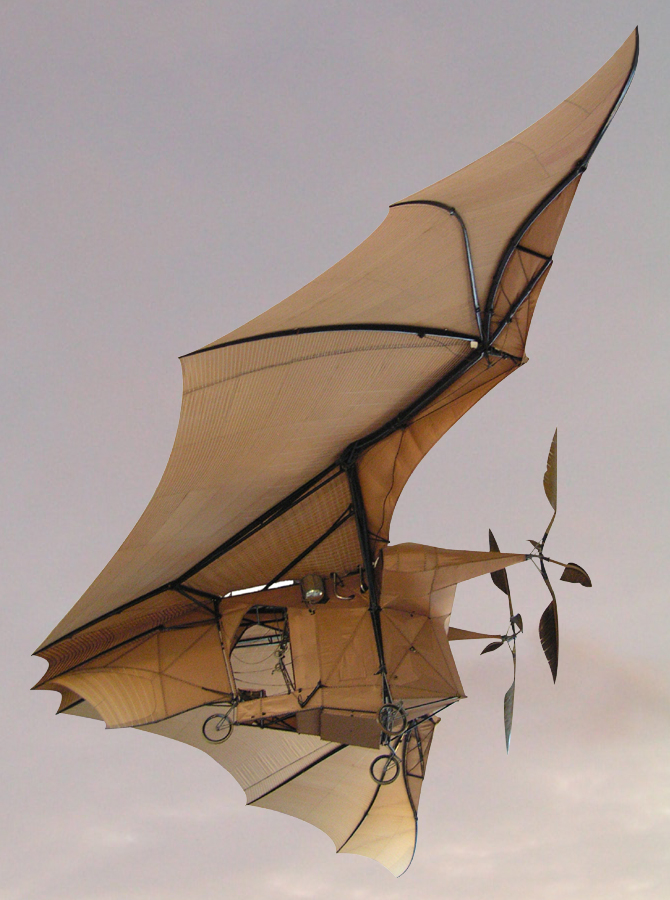
«Авион» - самолёт Клемана Адера (Clément Ader)
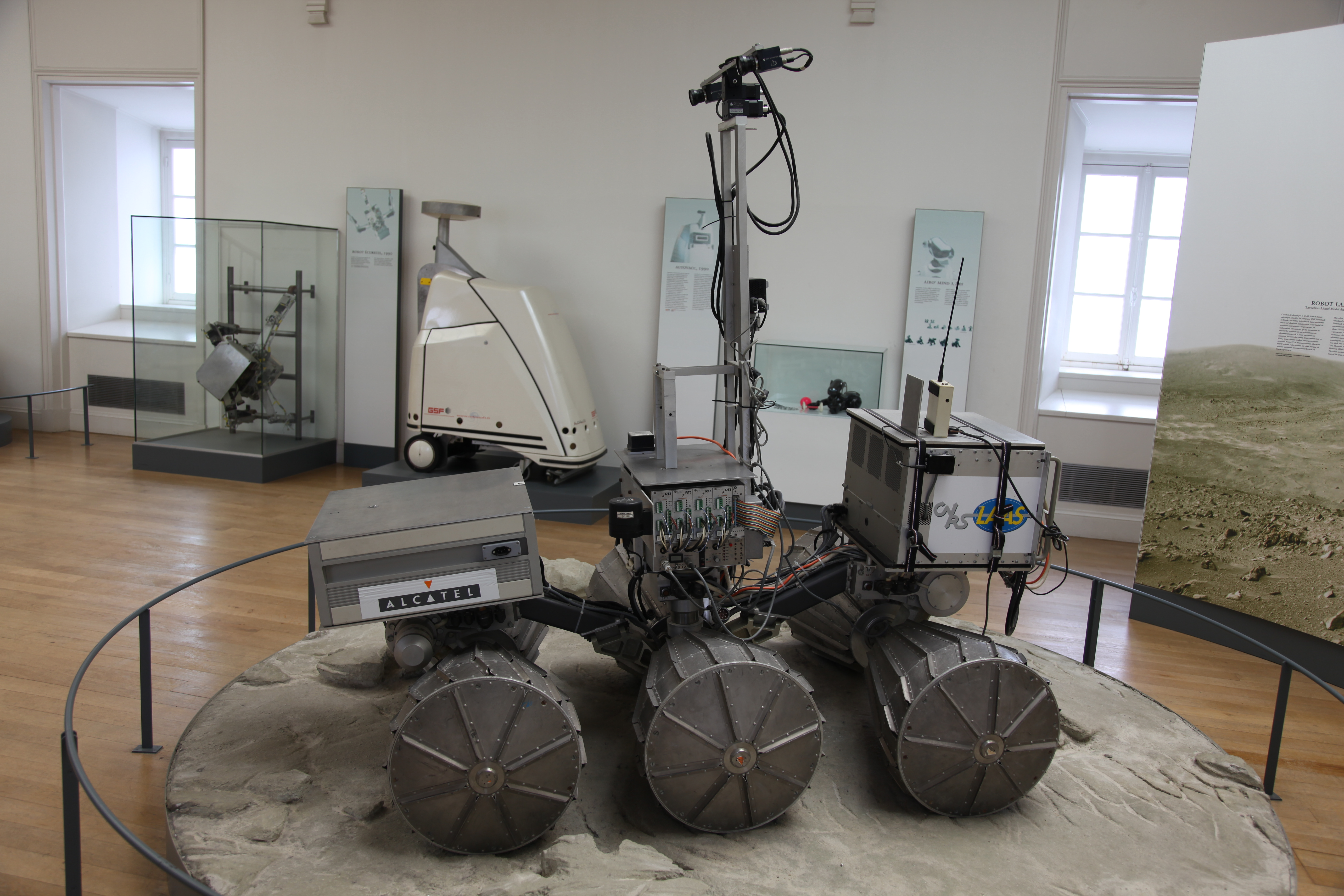
Марсоход LAMA (Lavochkin Alcatel Model Autonomous), приобретенный Alcatel Space Industries в 1995 году во ВНИИ «Трансмаш».

## Практическая информация
Музей открыт каждый день кроме понедельников и праздничных дней.
Вход в музей бесплатный в первое воскресенье каждого месяца.
Часы работы: с 10:00 до 18:00, по четвергам до 21:30.
По средам и субботам для желающих открыты технические кружки.